# Wieża zegarowa Topane
Wieża zegarowa Topane – wieża zegarowa w Bursie, w Turcji z 1905 roku.

## Historia
Wieża powstała za panowania sułtana Abdülaziza. Wykorzystywano ją do prowadzenia obserwacji miasta i ostrzegania przed pożarami. Ponieważ została zniszczona w nieznanych okolicznościach, 2 sierpnia 1904 roku rozpoczęto budowę nowej, obecnej wieży. Prace ukończono 31 sierpnia 1905 roku. W 30. rocznicę panowania sułtana Abdulhamida II 31 sierpnia 1906 roku gubernator Reşit Mümtaz Pasha dokonał uroczystego otwarcia wieży. Obecnie nadal jest używana do celów przeciwpożarowych.

## Opis
Na szczyt wieży prowadzą drewniane schody o 89 stopniach. Na górnej kondygnacji znajdują się okrągłe zegary o średnicy 90 cm. Wieża ma 33 metry wysokości i 5 pięter. Każda kondygnacja ma prostokątne okno z okrągłymi łukami. Wieża została wykonana z ciętego kamienia. Podstawa ma wymiary 6,5 × 4,65 metra. Do budynku wchodzi się po czterech schodkach. 